# Pacifisch porseleinhoen
Het Pacifisch porseleinhoen (Zapornia tabuensis synoniem: Porzana tabuensis) is een vogel uit de familie van rallen (Rallidae).

## Verspreiding en leefgebied
Deze soort komt wijdverspreid voor in Australië, Filipijnen, Nieuw-Guinea en Oceanië. Soms worden diverse ondersoorten onderscheiden, maar hierover bestaat geen consensus.